# 太平镇 (施甸县)
太平镇，是中华人民共和国云南省保山市施甸县下辖的一个镇。

## 行政区划
太平镇下辖以下地区：
太平村、田头村、莽林村、蒋家村、地理村、李山村、椅子山村、兴华村、东蚌村、柳树水村、等子村、长安村、龙洞村、下坝村、大坪子村、乌木村、思腊村和绿水村。